# Frosties

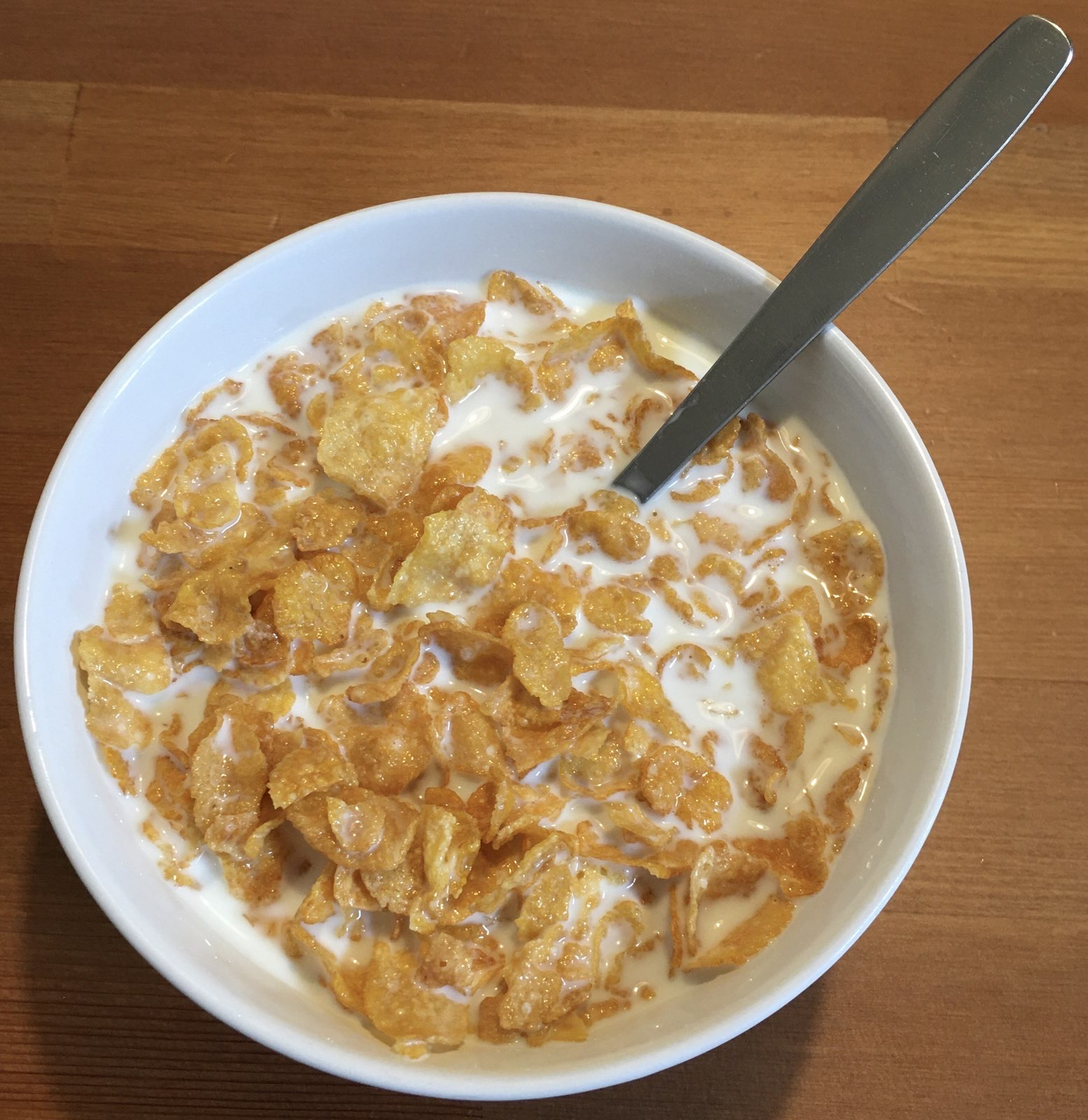
En skål med Frosties och mjölk.

Frosties, i USA kallat Frosted Flakes, är ett varumärke för sockrade majsflingor. Den amerikanska livsmedelsproducenten Kellogg's tillverkar flingorna sedan 1952, när Frosties lanserades som Sugar Frosted Flakes. År 1983 togs "sugar" bort från varumärkets namn. Kellogg's har använt en maskot vid namn Tony the Tiger för att marknadsföra flingorna.
I USA var Frosties det tredje mest sålda varumärket för flingor för år 2018 med 132,3 miljoner sålda förpackningar för totalt 412,6 miljoner amerikanska dollar.
Flingorna säljs världen över under olika namn som bland annat Corn Frost (Sydkorea), Corn Frosty (Japan), Frosties (Australien och större delen av Europa), Sucrilhos (Brasilien) och Zucaritas (Latinamerika). I juli 2021 rapporterades i nyhetsmedia om att Europeiska unionen och Japan hade förbjudit försäljning av flingorna på grund av dessa skulle innehålla det syntetiska antioxidanten butylhydroxitoluen (BHT).